# Tina Earnshaw
Tina M. Earnshaw (geb. vor 1970) ist eine britische Maskenbildnerin.

## Leben
Earnshaw begann ihre Karriere mit 18 Jahren bei BBC in London und begann 1995 an ihrem ersten abendfüllenden Film Jefferson in Paris zu arbeiten. Als ihren persönlichen Lieblingsfilm ihrer Laufbahn bezeichnet sie Der talentierte Mr. Ripley mit Gwyneth Paltrow, mit der sie bei acht weiteren Filmen zusammenarbeitete. 
Zusammen mit Jan Archibald unterrichtet Earnshaw Make-up- und Haardesign an der Edinburgh School Of Media Makeup in Los Angeles. Mittlerweile hat sie auch eine eigene Make-up-Linie, bestehend aus Bürsten, Lippenstiften, Lipgloss und Lidschatten, entworfen. Auf die Idee einer solchen Kreation kam sie nach ihrer Tätigkeit am Film Titanic, für die sie eine Oscarnominierung erhielt. Derzeit hat Earnshaw vor, nur noch höchstens an einen Film pro Jahr beteiligt sein zu wollen.
2017 wurde sie in die Academy of Motion Picture Arts and Sciences (AMPAS) aufgenommen, die alljährlich die Oscars vergibt.

## Zitate
„Es geht nur darum Frauen schöner zu machen. Ich bin sehr gespannt auf das kommende. Keine dieser Frauen sollte Angst vor Make-up haben. Meine Linie ist für alle Altersgruppen und besteht aus klassischen Farben.“

„Ich wollte schon immer mit Make-up zu tun haben. Es ist wirklich harte Arbeit. Maskenbildner beginnen um acht Uhr am Set und müssen bleiben, um Nachbesserungen zu machen. Es ist aufregend. Es ist ein fantastischer Beruf und eine fantastische Karriere. Ich hatte Glück mit den Filmen, die ich gemacht habe. Ich glaube, ich war am richtigen Ort zur richtigen Zeit.“

„Es war so aufregend. Ich war so erleichtert, als ich nicht gewonnen habe. Ich wäre gestorben! Nur nominiert zu werden, war zu der Zeit ganz neu für mich.“

## Filmografie
- 1970: Julie Felix (Fernsehserie; 6 Folgen)
- 1970: Sentimental Education (Mini-Fernsehserie; 3 Folgen)
- 1971: The Two Ronnies (Fernsehserie; 8 Folgen)
- 1972: Krieg und Frieden (Mini-Fernsehserie; 1 Folge)
- 1993: The Line, the Cross & the Curve (Kurzfilm)
- 1995: Jefferson in Paris
- 1995: Eine Sommernachtsliebe (Feast of July)
- 1995: Othello
- 1996: Jane Austens Emma (Emma)
- 1996: Mein Mann Picasso (Surviving Picasso)
- 1997: The Designated Mourner
- 1997: Titanic
- 1998: Sie liebt ihn – sie liebt ihn nicht (Sliding Doors)
- 1998: Auf immer und ewig (EverAfter)
- 1998: Shakespeare in Love
- 1999: Der talentierte Mr. Ripley (The Talented Mr. Ripley)
- 2000: Traumpaare (Duets)
- 2000: Bounce – Eine Chance für die Liebe (Bounce)
- 2001: Die Wannseekonferenz (Conspiracy) (Fernsehfilm)
- 2001: Die Nebel von Avalon (The Mists of Avalon) (Fernsehfilm)
- 2001: Tödliches Vertrauen (Domestic Disturbanc)
- 2004: Spider-Man 2
- 2005: Dark Water – Dunkle Wasser (Dark Water)
- 2007: Spider-Man 3
- 2008: The Deal – Eine Hand wäscht die andere (The Deal)
- 2008: Mamma Mia!
- 2008: Marley & Ich (Marley & Me)
- 2011: Your Highness
- 2011: Die Verschwörung – Verrat auf höchster Ebene (Page Eight, Fernsehfilm)
- 2012: Prometheus – Dunkle Zeichen (Prometheus)
- 2013: The Counselor

## Nominierungen
- 1998: Oscar: Nominierung in der Kategorie Bestes Make-up und Beste Frisuren für Titanic
- 1998: BAFTA Award: Nominierung in der Kategorie Bestes Make-up für Titanic